# 10 kopiejek (1854–1855) MW
10 kopiejek (1854–1855) MW – moneta o wartości dziesięciu kopiejek, bita  na podstawie ukazu carskiego z 15 października 1841 r., unifikującego z dniem 1 stycznia 1842 r. systemy monetarne Królestwa Kongresowego i Imperium Rosyjskiego, w związku z wydanym 19 grudnia 1854 r. poleceniem wycofania starych monet i zastąpienia ich dziesięciokopiejkówkami. Monetę bito w mennicy w Warszawie, w srebrze, z datą 1854 i 1855, według rosyjskiego systemu wagowego – zołotnikowego, opartego na funcie rosyjskim.

## Awers
Na tej stronie umieszczono orła cesarstwa rosyjskiego – dwugłowy orzeł z trzema koronami, w prawej łapie trzyma miecz i berło, w lewej jabłko królewskie, na piersi tarcza herbowa ze Św. Jerzym na koniu powalającym smoka, wokół tarczy łańcuch z krzyżem Św. Andrzeja, na skrzydłach orła sześć tarcz z herbami – z lewej strony Kazania, Astrachania, Syberii, z prawej strony Królestwa Polskiego, Krymu i Wielkiego Księstwa Finlandii. Na dole, po obu stronach ogona orła, znajduje się znak mennicy w Warszawie – litery M.W., a dookoła otok z perełek.

## Rewers
Na tej stronie w wieńcach laurowym (z lewej) i dębowym (z prawej) przewiązanych wstążką u dołu, umieszczono pod koroną nominał „10", pod nim „КОПѢЕКЪ”, poniżej rok 1854 lub 1855, a dookoła otok z perełek.

## Opis
Monetę bito w mennicy w Warszawie, w srebrze próby 868, na krążku o średnicy 17,8 mm, masie 2,1 grama, z rantem skośnie ząbkowanym. Według sprawozdań mennicy w roku 1855 w obieg wypuszczono 102 630 monet.
Stopień rzadkości poszczególnych roczników przedstawiono w tabeli:
| Rocznik               | Stopień rzadkości | Szacowana liczba egzemplarzy | Uwagi                                               | Zdjęcie |
| --------------------- | ----------------- | ---------------------------- | --------------------------------------------------- | ------- |
| 10 kopiejek 1854 M.W. | R8                | 2–3                          | w niektórych polskich katalogach jako moneta próbna |         |
| 10 kopiejek 1855 M.W. | R5                | 26–120                       |                                                     |         |

Ze względu na fakt, że okres bicia monety przypada na czas rządów dwóch carów, w numizmatyce rosyjskiej moneta, w zależności od wybitej daty, zaliczana jest do dwóch kategorii:
- monet cara Mikołaja I (1854, 1855) oraz
- monet cara Aleksandra II (1855).

Moneta o tym samym nominale i takich samych rysunkach rewersu i awersu, poza Warszawą, była bita jeszcze w jednej mennicy:
| Nominał     | Lata      | Znak mennicy | Mennica    |
| ----------- | --------- | ------------ | ---------- |
| 10 kopiejek | 1849–1858 | С.П.Б.       | Petersburg |
| 10 kopiejek | 1854,1855 | M.W.         | Warszawa   |